# Ceratophysella ionescui
Ceratophysella ionescui är en urinsektsart som först beskrevs av Börner 1922.  Ceratophysella ionescui ingår i släktet Ceratophysella och familjen Hypogastruridae. Inga underarter finns listade i Catalogue of Life.